# 長沢西城
長沢西城（ながさわにしじょう）は、富山県富山市婦中町長沢にあった日本の城。長沢城ともいう。とやま城郭カードNo.64。

## 規模
石山（城山）と呼ばれる尾根の頂上に築かれた山城。谷を挟んだ東には越中国の長沢東城がある。長沢西城を「長沢城」、長沢東城を「長沢城の家老の屋敷」とする意見もあるが、どちらかと言えば長沢東城の方が全体的に高い位置にあって規模も大きく、長沢西城には狼煙台があるなど疑問も残る。なお富山市公式の埋蔵文化財包蔵地地図（インフォマップとやま）では、長沢西城を「長沢城（遺跡番号510）」、長沢東城を「家老屋敷城（遺跡番号509）」としている。
南北に並んだ三つの曲輪と狼煙台（物見櫓か）から構成されており、虎口に面した郭が最も大きく東西約90メートル、南北約45メートル。三方を切岸と土塁で固めてあり、石組みの井戸も残されている。郭の中には東西を隔てるように高さ約4メートルの土塁がそびえ立ち、また武者隠しが設けられている等、虎口からの侵入者に対しては万全とも言える防御体勢を整えているが、他の二つの郭は東側に堀切、土塁があるくらいで「堅固」といえるレベルではない。

## 長沢氏
南北朝時代には築かれていたようだが、誰が築いたのかは伝わっていない。土岐氏の流れを汲み、鎌倉時代末から南北朝時代に亘って井口氏や野尻氏らと共に『太平記』にその名が見える長沢氏が発祥したのがこの辺りだが、彼らがこの城に絡んでいる可能性もある。『天文天正年間婦負新川両郡守護并古城記』には『太平記』の頃野崎長沢守なる者が拠ったと記してある。その一方『富山古城記』では『太平記』の頃に野尻長子なる者が拠ったとしている。ちなみに長沢氏の後裔に戦国時代の武将で上杉謙信の家臣であった越中国湯山城主長沢光国がいる。湯山城は元々は八代氏の居城であり、長沢氏は元々は越中国海老瀬城に拠っていたとみられ、湯山城を落とした上杉謙信によって防備を任せられたものである。海老瀬城に拠った城主としては長沢善慶なる者が記録に残っているが、それ以外は詳らかでない。

## 歴史
1335年（建武2年）、中先代の乱が起こる。越中国守護だった名越時有の子、名越時兼がこれに呼応して挙兵。北国勢を引き連れて京を目指したが加賀国大聖寺で敗れた。長沢氏は井口氏、野尻氏らと共に時兼に従っている。同年、越中国松倉城主で越中国守護の普門利清が、足利尊氏に応じて越中国国司の中院定清と敵対。長沢城で戦った。長沢氏は井口氏、野尻氏と共に利清に従っている。定清は能登国石動山にて敗死した。
観応の擾乱が勃発すると、北陸地方では足利一門の斯波高経と桃井直常が覇権を巡り数十年にわたり激しい抗争を繰り広げられていたが、1370年（応安3年）には、南朝方の桃井直和（直常の子）が長沢城に籠もる。越中国守護斯波義将（高経の子）はこれを攻め、両者は長沢にて戦い直和は討死。桃井勢は飛騨国へと落ち延びた。
戦国時代には越中国守護代神保長職の家臣、寺嶋職定が在城したという。
佐々成政が越中国を統治していた時期に改修が施された可能性がある。少なくとも富山の役によって越中国が平定された後には陣城としての存在価値を失っていたといえ、その役目を終えていたと思われる。

## 現在
自然公園に隣接していることもあり、散策路が設けられるなど整備されており、郭ごとに現在位置を示す案内板がある。付近には王塚・千坊山遺跡群（国の史跡）や「北の比叡山」として栄え後には富山藩主の尊崇も集めた各願寺など名所も多い。